# Локоса
Локоса (фр. Lokossa) — город и центр одноименной коммуны в юго-западной части республики Бенин, административный центр департамента Моно.
Расположен недалеко от границы с Того, примерно в 99 км к западу от столицы Порто-Ново, в 84 км от Котону и в 21 км от Догбо-Тота.
По данным переписи 11 мая 2013 года, население составляло 47 246 человек . По переписи 2002 года в нём проживало 77 065 человек.
Место размещения, основанной в марте 1968 г. папой Павлом VI римско-католической Епархии Локоса, входящей в состав архиепархии Котону.
Дословно название «Локоса» означает «под ироко».